# Stillhaltezusage
Eine Stillhaltezusage oder Stillhalteerklärung ist eine gesetzlich nicht geregelte, aber praktisch häufige Verfahrensweise im deutschen Verwaltungsprozessrecht. Eine beklagte Behörde kann danach im Prozess gegenüber dem Verwaltungsgericht eine Stillhaltezusage dergestalt abgeben, dass sie ein Verwaltungshandeln, welches Gegenstand des Prozesses ist, bis zur Entscheidung des Gerichts unterlässt, also einstweilen „stillhält“. Der Kläger muss dann keine einstweilige Anordnung beantragen, dass das fragliche Verwaltungshandeln bis zur Entscheidung des Gerichts zu unterlassen ist. Ein so genannter Hängebeschluss wird dann nicht benötigt. Stillhaltezusagen dienen damit der Entlastung der Verwaltungsgerichte.

## Beispiele
In Asylverfahren galt bis 2018 eine generelle Stillhaltezusage des Bundesamts für Migration und Flüchtlinge, Abschiebungen bis zum Abschluss gerichtlicher Verfahren über das Asylrecht des jeweiligen Asylbewerbers zu unterlassen.
Im Januar 2022 gab das Bundesamt für Justiz eine Stillhaltezusage gegenüber den gegen bestimmte Verpflichtungen nach dem Netzwerkdurchsetzungsgesetz klagenden Betreibern von Online-Plattformen ab, die angegriffenen Vorschriften bis zur Entscheidung des Verwaltungsgerichts Köln nicht durchzusetzen.